# Teatre Parroquial Nostra Llar
El Teatre Parroquial Nostra Llar del Poble Nou és un teatre de Manresa situat al carrer de Sant Josep número 40. Es va inaugurar el Nadal de 1942. S'hi va representar la versió en castellà, d’Els Pastorets d'Antoni Molins i Gelada protagonitzats per Bato i Borrego.
A partir de 1944, el Grup del Teatre Parroquial ja va posar en escena Els Pastorets de Folch i Torres, que s’hi han representat fins a l’actualitat. El teatre i la sala d’actes es van traslladar a la planta baixa del mateix edifici el 1948, per tornar a canviar d’espai el 1983, aquest cop per instal·lar-se a l’altra banda del carrer Sant Josep, als baixos dels nous locals parroquials i la nova església. Va ser llavors, el 1983, quan el col·lectiu va agafar el nom de Grup Escènic Nostra Llar del Casal Parroquial de Sant Josep del Poble Nou.
Entre els anys 1950 i 1960 a part de les representacions teatrals, els diumenges a la tarda i en períodes de catequesi, el local acollia sessions de cinema per a infants. Durant aquest període, els dissabtes d’estiu al vespre també s’hi projectaven pel·lícules per a tots els públics a l’aire lliure i, en cas de pluja, a la sala d’actes. Des dels orígens i fins a l’actualitat, s’hi han fet centenars d’obres de teatre, festivals musicals, sarsueles, cant coral, pallassos, innocentades, cinema... Els primers anys les representacions teatrals no permetien barrejar homes i dones, de manera que les feien o bé només homes, o bé només dones.
Algunes de les produccions del Grup Escènic Nostra Llar s’han representat en escenaris d'altres poblacions o de la mateixa ciutat. És el cas de les produccions de L’Hostal de la Glòria (2017) i Flor de Nit (2019-2020), que es van poder veure a la sala petita del Teatre Kursaal.